# RSV HION
RSV HION (Rotterdamse Sportvereniging Hollandia Is Onze Naam) was een Nederlandse amateurvoetbalvereniging uit Rotterdam.

## Geschiedenis
De club werd in 1921 opgericht door bokser Willem Westbroek, Nederlands kampioen in het halfzwaargewicht, die de spelers uit de bezoekers van zijn boksschool annex café op de Veemarkt haalde. De oorspronkelijke naam 'Hollandiaan' werd door de voetbalbond afgekeurd, omdat net een jaar eerder in Vlaardingen 'De Hollandiaan' was opgericht. De club omzeilde de naamswijziging door zich voortaan HION (Hollandiaan Is Onze Naam) te noemen.
Een bekende speler die het HION-tenue droeg was Jan Everse sr. - die de club ook nog zou trainen -, maar de meest beroemde naam is die van Faas Wilkes als diens eerste club. Wilkes zou er echter maar één jaar spelen, omdat de jeugdafdeling van HION daarna wegens gebrek aan leden werd opgedoekt en hij naar Xerxes vertrok.
Speler Jacques Slotboom werd in 1952 voorzitter en opvolger van Piet Broekman. Onder zijn voorzitterschap klom HION langzaam omhoog, totdat in 1970 de derde klasse werd bereikt. In 1972 kreeg Piet de Wolf, voormalig trainer van Feyenoord, de technische leiding en braken de beste jaren aan met onder meer ex-prof Jan Bouman. Later werd oud-Spartaan Freek van der Lee nog trainer. Na de jaren zeventig trad het verval in, onder meer door gedwongen verhuizingen. De laatste verhuizing, naar Zevenkamp, liep in 2010 uit op het faillissement.

## Competitieresultaten 1954-2010 (zondag)
| 7 4F |

| 7 4H |

| 4 4C |

| 1 4H |

| 1 3C |

| 5 2B |

| 4 2B |

| 12 2B |

| 3 3D |

| 6 3D |

| 6 3D |

| 5 3D |

| 9 3D |

| 8 3B |

| 7 3D |

| 12 3C |

| ? 4? |

| 3 3D |

| 1 3D |

| ? 2? |

| 5 1B |

| 11 1B |

| 2 1B |

| 8 1B |

| 8 1B |

| ? 1B |

| 10 1B |

| 7 1B |

| 10 1B |

| 11 1B |

| 13 1B |

| 13 2B |

| 12 3C |

| 4 4H |

| 7 4H |

| 4 4E |

| 2 4E |

|  |

|  |

|  |

|  |

| 1 4F |

| 6 3C |

| 8 3C |

| 10 3C |

| 1 4E |

| 7 3D |

| 6 3D |

| 5 3D |

| 4 3B |

| 6 3D |

| ? 3? |

| - 3B |

| 11 4E |

| 8 4C |

| 11 4G |

| Eerste klasse | Tweede klasse | Derde klasse | Vierde klasse | Vijfde klasse |

• Tussen 1991 en 1995 uitkomend in RVB competities
• Tijdens seizoen 2006/07 voortijdig teruggetrokken uit de Derde Klasse

## Bekende oud-spelers
- Joop Daniëls
- Henk den Arend
- Jan Everse
- Noa Lang
- Jeffrey Neral
- Faas Wilkes[6]